# رينكورت ليه كاجنيكورت
رينكورت ليه كاجنيكورت (بالفرنسية: Riencourt-lès-Cagnicourt)‏ هي بلدية تقع في إقليم باد كاليه من منطقة نور با دو كاليه في شمال فرنسا. تبلغ مساحة هذه المدينة 4.73 (كم²)، وترتفع عن سطح البحر 90 م، يبلغ عدد سكانها 269 نسمة حسب إحصاء المعهد الوطني للإحصاء والدراسات الاقتصادية سنة 2009 م. وترأس Jean-Michel Barbier البلدية خلال فترة (2008-2014).